# Commercio equo e solidale
Il commercio equo e solidale, o semplicemente commercio equo, è una forma di commercio che ha lo scopo di garantire al produttore, e ai suoi dipendenti, un prezzo più giusto (assicurando un ricavo maggiore a quello ricevuto dal mercato tradizionale), assicurando anche la tutela del territorio. Si oppone alla massimizzazione del profitto praticata dalle grandi catene di distribuzione organizzate e dai grandi produttori. Carattere tipico di questo commercio è di vendere i prodotti al cliente finale, limitando la catena di intermediari.
La giornata mondiale del commercio equo e solidale si festeggia il secondo sabato di maggio.

## Principi
Il WFTO stabilisce 10 Principi che le associazioni Equo-Solidali devono seguire giorno per giorno nel loro lavoro e le monitora per assicurarsi che si attengano a tali principi:
- Creazione di Opportunità per Produttori economicamente svantaggiati
- Trasparenza e Responsabilità
- Pratiche Equo-Solidali
- Pagamento Equo
- Assenza di sfruttamento minorile del lavoro e sfruttamento del lavoro in generale
- Impegno alla non discriminazione, all'uguaglianza di genere e alla legittimazione economica delle donne e alla libertà di associazione[3]
- Garanzia di buone condizioni di lavoro
- Rafforzamento delle capacità
- Promozione del Commercio equo e solidale
- Rispetto dell'ambiente

## Storia
Il primo tentativo di commercializzare beni in modo equo e solidale ebbe luogo nei mercati del nord Europa negli anni quaranta e cinquanta da parte di gruppi religiosi e di organizzazioni non governative (ONG) di vario orientamento politico. Ten Thousand Villages (Diecimila villaggi) nell'ambito del Comitato Centrale Mennonita (MCC) e SERRV International, furono i primi, rispettivamente nel 1946 e 1949, a sviluppare catene di commercio equo e solidale nei paesi in via di sviluppo. I prodotti, quasi esclusivamente opere artigianali che andavano da oggetti di juta a ricami punto croce, venivano principalmente venduti nelle chiese o alle fiere. I prodotti stessi non avevano spesso altra funzione che mostrare che era stata fatta della beneficenza.
È, dunque, una forma di commercio internazionale nella quale si cerca di far crescere aziende economicamente sane nei paesi più sviluppati e di garantire ai produttori e ai lavoratori dei paesi in via di sviluppo un trattamento economico e sociale equo e rispettoso; in questo senso si contrappone alle pratiche di commercio tradizionale. I produttori agricoli dei paesi poveri formano una miriade di piccole entità che non hanno alcuna forza contrattuale da opporre ai grossisti locali (e/o internazionali), presso i quali si riforniscono le aziende multinazionali, nel determinare il prezzo della materia prima, consentendo così a quegli operatori la determinazione del prezzo che viene ovviamente tenuto il più basso possibile. Uno dei punti qualificanti del commercio equo e solidale è quello di promuovere cooperative di produttori sufficientemente grandi da potersi confrontare con successo ai grossisti. Tuttavia l'organizzazione del commercio equo e solidale è stata sottoposta a severe critiche da parte di studiosi e giornalisti.

### Commercio solidale

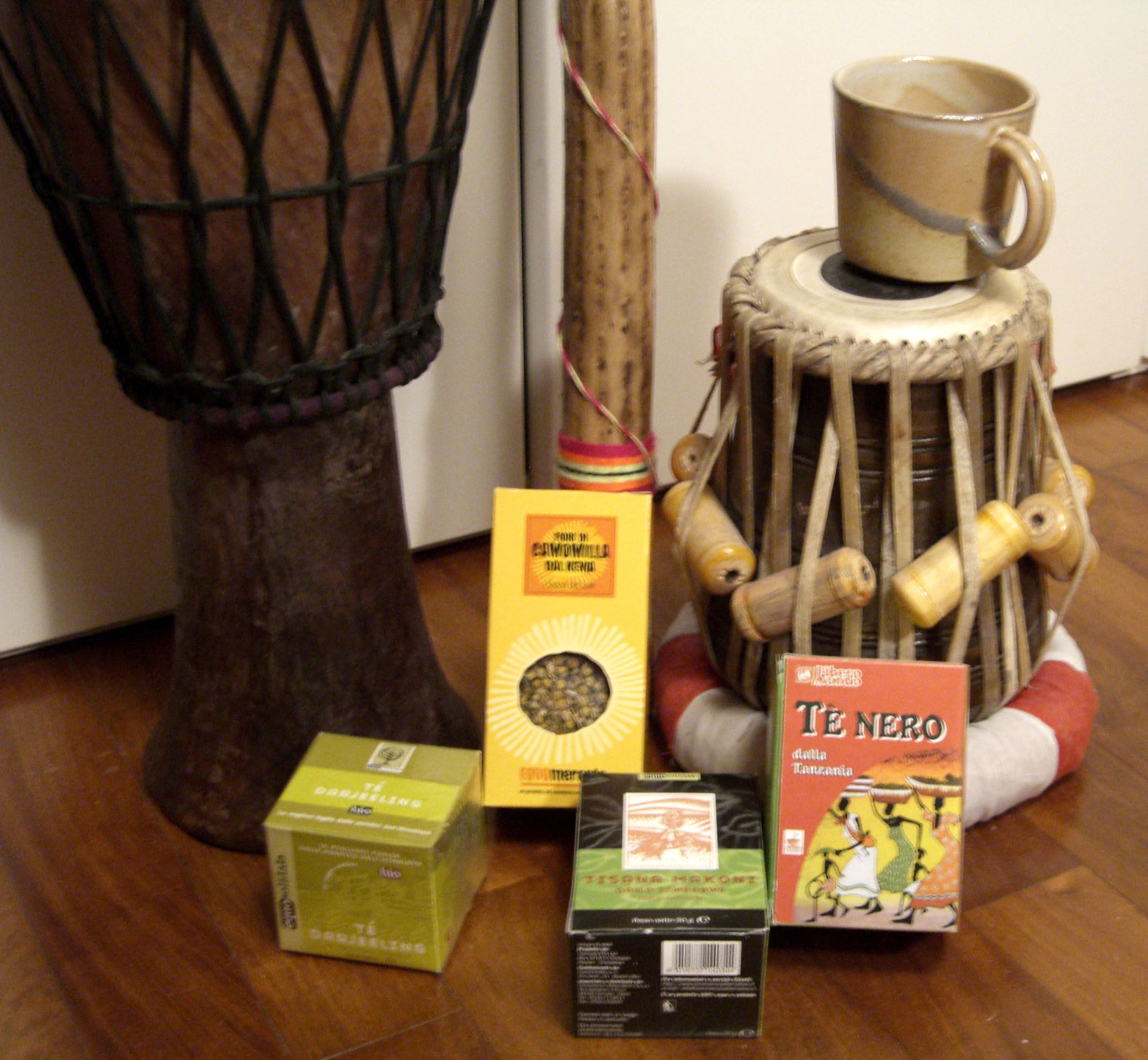
Prodotti del commercio equo e solidale venduti negli appositi negozi

L'attuale movimento di commercio equo e solidale si formò in Europa negli anni sessanta. Il commercio equo e solidale veniva spesso visto, in quel periodo, come un gesto politico contro il neo-imperialismo: movimenti di studenti radicali incominciarono a prendere di mira le società multinazionali. Lo slogan di quel periodo Trade not Aid (Commercio, non aiuti) ebbe il riconoscimento internazionale nel 1968, quando fu adottato dalla Conferenza delle Nazioni Unite sul commercio e lo sviluppo (UNCTAD) per porre l'accento sull'istituzione di rapporti di commercio equo e solidale con il mondo in via di sviluppo.
Il 1965 vide la creazione della prima Organizzazione del commercio alternativo (ATO): in quell'anno la ONG britannica Oxfam Helping-by-Selling (aiutare vendendo), lanciò un programma che vendeva prodotti artigianali importati nei magazzini Oxfam del Regno Unito o tramite posta. Nel 1968 la rivista di grosse dimensioni Whole Earth Catalog, metteva in contatto migliaia di commercianti, artigiani e scienziati specializzati con i consumatori che fossero interessati a sostenere produttori indipendenti, con lo scopo di bypassare le strutture della grande distribuzione. Il Whole Earth Catalog cercò di equilibrare il libero mercato internazionale consentendo l'acquisto diretto di beni prodotti principalmente negli Stati Uniti e nel Canada, ma anche nelle Americhe Centrale e Meridionale.
Nel 1969 la prima "bottega del mondo" aprì nei Paesi Bassi. L'iniziativa aveva lo scopo di portare i principi del commercio equo e solidale al settore della piccola distribuzione, esponendo in vendita quasi esclusivamente beni prodotti in termini di commercio equo e solidale nei paesi sottosviluppati. Il primo negozio era gestito da volontari ed ebbe un tale successo che dozzine di negozi simili furono aperti presto nei paesi del Benelux, in Germania ed in altri Paesi appartenenti all'Europa occidentale. Negli anni sessanta e settanta, importanti segmenti del commercio equo e solidale operarono per trovare mercato a prodotti provenienti da paesi che erano esclusi dalla corrente primaria dei canali di vendita per motivi politici. Migliaia di volontari vendevano caffè dell'Angola e del Nicaragua in negozi mondiali, dietro le chiese, da casa loro e in stand posti in luoghi pubblici.
L'Organizzazione Mondiale del Commercio Equo e Solidale – WFTO (Organizzazione mondiale del Commercio Equo e Solidale) ha emanato nel 2018 un documento denominato Carta del Commercio Equo e Solidale che pone al centro i valori fondanti e si apre alle sfide della lotta al cambiamento climatico e del raggiungimento degli obiettivi di sviluppo sostenibile (SDGs). La crescita delle diseguaglianze, la povertà e l'acuirsi della crisi ecologica, hanno portato la comunità internazionale a cercare nuovi modelli di produzione per costruire un'economia più equa e davvero sostenibile. Questa Carta, a cui hanno già aderito moltissime organizzazioni internazionali e di produttori, è il punto di riferimento comune e il biglietto da visita per tutti coloro che vogliono conoscere meglio il lavoro del Commercio Equo e Solidale (disponibile qui: https://www.equogarantito.org/documenti/ carta-internazionale-del-commercio-equo-e-solidale/). WFTO raccoglie 32 organizzazioni nazionali, oltre 330 organizzazioni di Commercio Equo e Solidale tra produttori, importatori, distributori, dettaglianti, e altre 34 organizzazioni di supporto al Commercio Equo e Solidale.

### Artigianato e prodotti agricoli
Nei primi anni ottanta, organizzazioni di commercio alternativo si trovarono di fronte a sfide più grosse: la novità dei prodotti del commercio equo e solidale incominciò a perdere d'interesse, la domanda aveva raggiunto un tetto e alcuni prodotti artigiani incominciarono ad apparire vecchi e fuori moda sul mercato. Il declino dei segmenti dei prodotti artigianali obbligò i sostenitori del commercio equo e solidale a rivedere i propri obiettivi e scopi. Per di più molti sostenitori durante questo periodo erano preoccupati dal contemporaneo impatto sui piccoli agricoltori delle riforme strutturali nel settore agricolo, come nella caduta dei prezzi delle commodity. Molti di essi cominciarono a credere che fosse compito del movimento indirizzarsi al problema e alle soluzioni utilizzabili per la imminente crisi industriale.
Negli anni seguenti il commercio equo e solidale di prodotti agricoli giocò un ruolo importante nella crescita di molte organizzazioni di commercio alternativo: operando con successo sul mercato, esso offrì una fonte rinnovabile di ricavi per i produttori e fornì alle organizzazioni di commercio alternativo un complemento al mercato di prodotti artigianali.
I prodotti agricoli del commercio equo e solidale erano tè e caffè, presto seguiti da frutta secca, cacao, zucchero, succhi di frutta, riso, spezie e noci. Mentre nel 1969 il rapporto in valore delle vendite fra oggetti di artigianato e prodotti agricoli era dell'80% contro il 20%, nel 2002 le vendite di prodotti artigianali ammontavano al 25% del totale delle vendite del commercio equo e solidale, l'analoga linea di prodotti agricoli superava il 69%.

### Iniziative per il marchio
La vendita di prodotti del commercio equo e solidale decollò con l'arrivo dei primi tentativi di certificazione. Sebbene sostenuto da vendite sempre crescenti, il commercio equo e solidale era in generale limitato a piccoli esercizi commerciali specialistici distribuiti in tutta Europa e, a un livello di estensione minore, nel NordAmerica. Qualcuno capì che questi negozi erano troppo scollegati dai ritmi e dallo stile di vita delle società sviluppate del tempo. L'inconveniente di andarvi solo per acquistare un prodotto o due era troppo forte anche per i clienti più favorevoli. Il solo modo di incrementare le opportunità di vendita era quello di offrire i prodotti del commercio equo e solidale dove i consumatori finali andavano regolarmente, cioè attraverso i canali della grande distribuzione. Il problema era trovare un modo di espandere la distribuzione senza compromettere la fiducia dei consumatori nei prodotti del commercio equo e solidale e nella loro origine.
La certificazione del commercio equo e solidale nacque nel 1988 per iniziativa di un sacerdote, prete lavoratore, olandese, Frans van der Hoff e di un suo connazionale, Nico Roozen. Van der Hoff si era dedicato alle missioni nell'America Latina giungendo, dopo alcuni anni trascorsi in Cile e a Città del Messico, nella regione meridionale di questo Paese, Oaxaca. Qui si rese presto conto delle condizioni di estrema miseria in cui versavano i contadini che producevano caffè e che il lavoro minorile era una delle attività più diffuse e che veniva remunerata con paghe giornaliere di infimo valore. Nel 1981 egli contribuì al lancio dell'UCIRI (Union de Comunidades Indigenas de la Region del Istmo), una cooperativa di piccoli produttori creata per "bypassare" i grossisti locali e accedere più facilmente al mercato mondiale. Nel 1985, Van der Hoff incontrò a Utrecht Nico Roozen, impegnato allora presso un'agenzia che si occupava dello sviluppo di attività sociali denominata Solidaridad, il quale s'interessò subito all'attività di Hoff. 
A novembre del 1988 i due lanciarono la prima etichettatura di commercio equo e solidale, la Max Havelaar, dal titolo (abbreviato) di un famoso romanzo olandese uscito nel 1860. L'iniziativa offriva ai piccoli produttori di caffè, che s'impegnavano a rispettare alcuni standard sociali e ambientali, un prezzo per il loro raccolto decisamente superiore a quello offerto dal mercato tradizionale. Il caffè, proveniente dalla cooperativa UCIRI, veniva importato dalla società olandese Van Weely, torrefatto da Neuteboom e quindi venduto direttamente ai dettaglianti olandesi.
L'iniziativa ebbe un grande successo e venne estesa ad altri prodotti agricoli quali cacao, cotone e molti altri, così come ad altri paesi del Terzo Mondo in Sud America, Africa ed Asia. Fu creata la Fairtrade International, con le associate Fairtrade nazionali, distributrici del marchio nei singoli paesi di consumatori finali. La crescita del Commercio equo e solidale segnò incrementi del 24% annuo, tolse dalla miseria circa 1 milione e mezzo di contadini e raggiunse un giro di affari pari a 6 miliardi di dollari.
Il sistema era tarato sull'aiuto a piccoli produttori e cooperative dei medesimi, per cui il marchio non veniva concesso a prodotti provenienti da fattorie con un'estensione di superficie coltivata oltre un certo limite, nei prodotti composti (tessuti con parte in cotone, prodotti di cioccolato in cui il cacao si trova in quantità diversa, ecc.) il marchio veniva concesso solo a quelli che contenevano almeno il 20% di un prodotto proveniente da produttori della catena del commercio equo e solidale, ecc.
Nel 2011 le multinazionali che producevano e/o distribuivano gli stessi prodotti, scoprirono questa "nicchia" di mercato e si accorsero che il compratore finale era disposto a pagare parecchio di più, a parità di qualità e contenuti, i prodotti con il marchio Fairtrade: decisero quindi di entrare nel business.
Nel 2012 la Fairtrade USA uscì dalla Fairtrade International (rappresentata in 25 paesi del mondo e "controllante" un giro di affari di 5,8 milioni di dollari) dando un brutto colpo alla Fairtrade International, in quanto ne rappresentava circa il 25% del fatturato globale controllato come commercio equo e solidale. La scissione ebbe luogo con l'appoggio del cofondatore di Fairtrade, Nico Roozen, sancendo così anche la rottura con Van der Hoff, che non condivise l'iniziativa dell'ex compagno, sponsorizzata da grosse multinazionali del settore. Nico Roozen giustifica la sua decisione in un'intervista al settimanale statunitense Business Week del gennaio 2012, sostenendo che Fairtrade non vuole un commercio equo e solidale di massa. Roozen si pone la domanda retorica: «Vogliamo che [il commercio equo e solidale, n.d.r.] resti un movimento piccolo e puro o vogliamo assicurare il commercio equo per tutti?» Ma Van der Hoff non si dichiara d'accordo, sostenendo che in questo modo si "annacqua" il concetto di equo. La scissione ha prodotto effetti non trascurabili: Fairtrade USA vorrebbe ora ridurre la quota di componente equo e solidale nei prodotti finali composti, affinché possano fregiarsi del marchio, dal 20% al 10%. Secondo gli artefici della separazione, in questo modo si costringeranno i grandi marchi ad applicare le regole del commercio equo e solidale. Inoltre Fairtrade USA ha anche ampliato i limiti delle dimensioni massime delle fattorie produttrici: ad esempio Green Mountain Coffee partecipa ad un progetto pilota che realizza una fattoria di 500 acri in Brasile e che, con le norme precedenti alla scissione di Fairtrade USA, non avrebbe potuto avere il marchio Equo e solidale a causa delle dimensioni troppo ampie.

## Caratteristiche
Alla base del commercio equo e solidale (praticato soprattutto da associazioni cooperative, con un'elevata presenza di volontariato nei paesi ricchi) c'è dunque la volontà di contrastare il commercio tradizionale che si basa su pratiche ritenute fortemente penalizzanti per i piccoli produttori agricoli quali:
- la determinazione dei prezzi, che vengono stabiliti da soggetti forti (multinazionali, catene commerciali) indipendentemente dai costi di produzione che sono a carico di soggetti deboli (contadini, artigiani, emarginati);
- l'incertezza di sbocchi commerciali dei prodotti, che impedisce a contadini e artigiani di programmare seriamente il proprio futuro;
- il ritardo dei pagamenti, ovvero il fatto che gli acquirenti paghino la merce molti mesi dopo la consegna e spesso anni dopo che sono stati sostenuti i costi necessari alla produzione (infrastrutture, semenze, nuovi impianti arborei, materie prime), che favorisce l'indebitamento di soggetti economicamente deboli e un circolo vizioso che porta spesso all'usura;
- la mancata conoscenza, da parte dei produttori, dei mercati nei quali vengono venduti i loro prodotti e dunque la difficoltà da parte loro di riuscire ad adeguarsi e tanto meno a prevedere mutamenti nei consumi.
- l'impiego di tecniche di produzione volte alla riduzione dei relativi costi, che nel medio-lungo periodo si rivelano particolarmente negative per il produttore e/o la sua comunità;
- ricorso al lavoro di fasce della popolazione che nei paesi ricchi viene particolarmente tutelata (bambini, donne incinte, ...) al fine di aumentare i quantitativi prodotti, con rinuncia alla formazione dei giovani;
- l'impiego di persone con scarsa produttività (rispetto alla concorrenza), che non hanno di fatto possibilità di sopravvivere sul mercato;

Una caratteristica peculiare del commercio equo e solidale è la filiera corta, ovvero l'esistenza di un ciclo produttivo-commerciale breve per la materia prima fatto di, al massimo, tre o quattro passaggi (produzione, trasporto, stoccaggio nei magazzini degli importatori, distribuzione presso i dettaglianti che riforniscono il consumatore finale), che rendono il prodotto facilmente rintracciabile. In questo, il Commercio equo e solidale si distingue fortemente dal commercio tradizionale, la cui filiera è spesso fatta di numerosi passaggi che remunerano notevolmente chi mette il prodotto sul mercato, a scapito di chi produce.

## Vincoli
Il commercio equo e solidale interviene creando canali commerciali alternativi (ma economicamente sostenibili) a quelli dominanti, al fine di offrire degli sbocchi commerciali a condizioni ritenute più sostenibili per coloro che producono.
I principali vincoli da osservare per entrare nel circuito del commercio equo e solidale sono:
- divieto del lavoro minorile
- impiego di materie prime rinnovabili
- spese per la formazione/scuola
- cooperazione tra produttori
- creazione, laddove possibile, di un mercato interno dei beni prodotti
- salari equi, secondo le leggi del luogo di produzione, per coloro che lavorano come dipendenti nei luoghi di produzione agricola

Gli acquirenti (importatori diretti o centrali di importazione) dei paesi ricchi, si assumono
impegni quali:
- Prezzi minimi garantiti (determinati in accordo con gli stessi produttori; il prezzo corrisposto deve permettere una vita dignitosa ai produttori, permettere investimenti nel campo sociale e far sì che la produzione sia ambientalmente sostenibile)
- quantitativi minimi garantiti
- contratti di lunga durata (pluriennali)
- consulenza rispetto ai prodotti e le tecniche di produzione
- prefinanziamento

## Prodotti

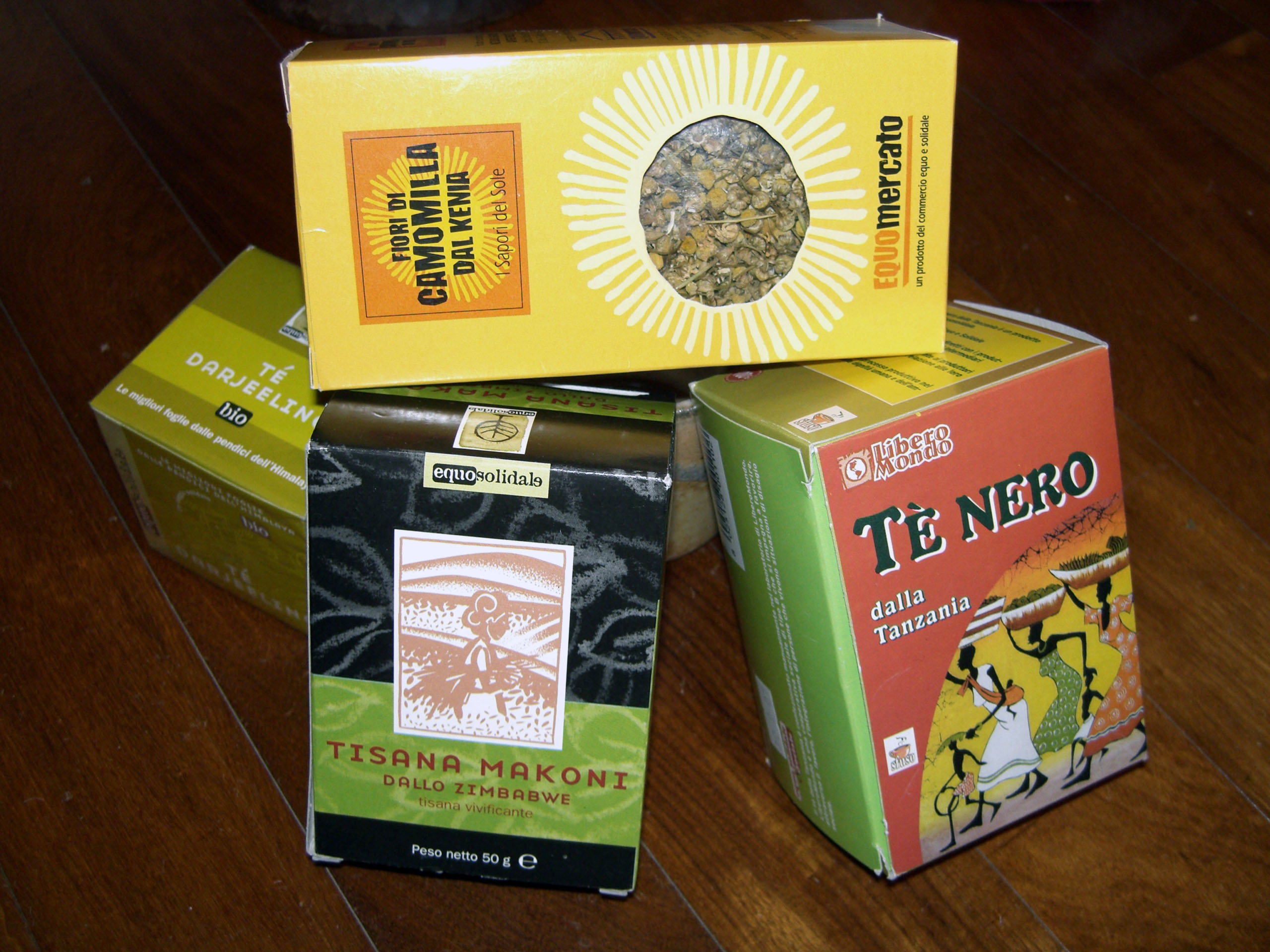
Tè e tisane del commercio equo e solidale

Tipici prodotti del commercio equo sono il caffè, il tè, lo zucchero di canna, il cacao e prodotti dell'artigianato.
Altri prodotti agricoli sono: il miele, la quinoa, l'orzo, la frutta secca (anacardi, uvetta, mango, ...), gli infusi (carcadè, camomilla, menta, ...), le spezie (pepe, cannella, chiodi di garofano, noce moscata, ...), le banane e altri. Questi vengono trasformati in: cioccolata e cioccolatini, torrone, caramelle, biscotti, crema di nocciole, bibite solubili, succhi di frutta, muesli, ecc.
La produzione biologica sempre più presente tra i prodotti alimentari è dovuta da un lato alle scelte dei consumatori dei paesi più sviluppati per un cibo prodotto biologicamente, ma anche per evitare a contadini e operai di esporsi a prodotti nocivi per l'uomo e per motivi di salvaguardia dell'ambiente. A volte sono gli stessi contadini a decidere per l'agricoltura biologica quale tecnica tradizionale di coltivazione.

### Caffè
Il caffè assume un ruolo centrale, sia perché è stato uno dei primissimi prodotti coloniali ad essere commercializzato con regole non finalizzate al profitto (Africaffè), sia per il suo valore simbolico. Il caffè è stato il primo prodotto ad essere certificato come prodotto equo e solidale, in cui viene stabilito il rapporto commerciale diretto tra operatori commerciali europei e le organizzazioni produttrici del sud del mondo.
Esistono criteri e regole che devono essere rispettate per far in modo che il caffè possa essere riconosciuto come equo e solidale:
- Il caffè deve provenire da cooperative di piccoli contadini certificate dal commercio equo (si esclude in tal modo il commercio intermedio locale che sovente impone condizioni di sfruttamento).
- Si promuovono relazioni commerciali a medio-lungo termine tra produttori e compratori
- Il caffè deve essere coltivato e lavorato in condizioni rispettose dell'ambiente
- I produttori di caffè ottengono un prezzo che copre i costi di produzione. Il prezzo minimo garantito da Max Havelaar è di 1,24 US$/lib per il caffè certificato in qualità convenzionale e di 1,39 US$/lib per quello in qualità biologica. Qualora il prezzo di mercato mondiale superasse il prezzo garantito da Max Havelaar, l'organizzazione produttrice o la cooperativa agricola percepirebbe il prezzo del mercato mondiale (senza limitazioni verso l'alto) più un premio aggiuntivo di 0,05 US$ per il caffè convenzionale e 0,15 US$ per il caffè biologico

Attualmente, il caffè viene importato soprattutto dall'America centrale (Nicaragua, Messico e altri) e solo in misura minore dall'Africa (soprattutto dalla Tanzania). La tostatura avviene nei paesi consumatori, tenendo conto dei gusti di questi. Lavorazioni intermedie, quali la trasformazione in caffè decaffeinato, avvengono anch'esse quasi esclusivamente nei paesi consumatori, anche perché questi Paesi aumentano i dazi per i prodotti trasformati al fine di aumentare la parte di valore aggiunto a scapito dei paesi produttori.
Le preferenze dei consumatori fanno sì che negli ultimi anni prevalga la varietà arabica, mentre la robusta svolge un ruolo sempre più marginale.

### Cacao
Il cacao, in quanto prodotto coloniale, fa parte fin dagli inizi del commercio equo-solidale.
Principali paesi produttori nei quali vi sono progetti di cooperazione (e dai quali s'importa la materia prima) si trovano in America del Sud (Bolivia, Repubblica Dominicana, ...) e Africa.
La trasformazione del cacao (e in particolar modo la produzione della cioccolata) avviene soprattutto nei paesi più sviluppati, anche per motivi tecnici (p.es. temperatura media nel luogo di trasformazione), non a caso in Svizzera, ma anche in altri paesi in cui si trasforma tale materia prima (Italia, Belgio, ecc.).
Tra i produttori dai quali si riforniscono gli importatori vi sono:
- El Ceibo (Bolivia): effettua la trasformazione delle fave di cacao (macinatura dei semi e lavorazione del burro di cacao) prodotte nell'Alto Benin;
- Conacado (Confederation National de Cacaos)

Alcuni cioccolatai europei, presso i quali viene prodotta la "cioccolata equo-solidale":
- Chocolat Bernrain (Svizzera): produce il cioccolato biologico commercializzato con il nome "Mascao", il quale, non contenendo lecitina, viene lavorato con procedimenti artigianali e subisce un concaggio particolarmente lungo;

Il commercio equo e solidale britannico annovera tra i suoi prodotti di punta le barrette Kit Kat della Nestlé. La multinazionale svizzera, tuttavia, ha annunciato di voler tagliare i legami con la filiera di cioccolato equo e solidale; per tutta risposta gli inglesi hanno organizzato una raccolta firme per chiedere all'azienda di tornare sui suoi passi. La Nestlé è entrata nel circuito Fair Trade britannico nel 2005, una decisione che all'epoca ha sollevato un vespaio tra i sostenitori del commercio equo in Italia.

### Artigianato
Nell'ambito del commercio equo e solidale, l'artigianato ha un ruolo assai particolare, in quanto molto spesso realizza sì prodotti non indispensabili per il consumatore (anche se attualmente le Botteghe del mondo e le Centrali di importazione si stanno orientando verso prodotti "utili" come l'abbigliamento e l'arredamento), ma al contempo permette di venire in contatto con le culture che li producono.
Si tratta, in realtà, di un artigianato specializzato, per lo più connotato dalla produzione di oggettistica voluttuaria e non già dalla prestazione di servizi manuali e di piccola produzione non ripetibile (come invece nell'artigianato ordinario). La provenienza, spesso straniera, e la connotazione simbologica che si applica ai prodotti, unitamente alla fedeltà a schemi, pur talvolta solo abbozzati, delle tradizioni delle etnie di provenienza, recano per conseguenza una certa imprescindibilità del messaggio etico sotteso all'azione di vendita ed all'intenzione di acquisto del consumatore, nonché un ovvio richiamo di natura etnologica, che ben presto diviene culturale ed ideale.
Questi aspetti fanno sì che la commercializzazione di molti prodotti di artigianato abbia generato nei paesi consumatori discussioni tra gli operatori e i volontari che si fanno carico della diffusione e distribuzione, trattandosi di conciliare l'anima idealista (con una forte componente anticonsumista) con l'esigenza commerciale («solo facendo fatturato possiamo aiutare i produttori»).
Alcuni prodotti sono il risultato di progetti che accompagnano campagne di boicottaggio contro multinazionali o pratiche commerciali diffuse e di sensibilizzazione, come ad esempio la produzione di palloni per il calcio (campagna contro il lavoro minorile in questo settore in Pakistan) o tappeti persiani (anche in questo caso, contro il lavoro minorile).

## Dimensioni del fenomeno
Nel 2003 le Università Cattolica e Bicocca di Milano hanno avviato un'ambiziosa ricerca - i cui risultati sono stati presentati nel maggio 2006 - al fine di fotografare le dimensioni del commercio equo e solidale sul mercato italiano e sui paesi in via di sviluppo, ipotizzando che tale commercio possa diventare una possibile politica per lo sviluppo dei paesi arretrati.
Durante il 2005 nella sola Unione europea il commercio equo e solidale ha raggiunto un fatturato record di 660 milioni di euro, due volte e mezzo maggiore rispetto allo stesso nel 2001. Sempre nell'UE, sono più di 79 000 i punti vendita che trattano merci solidali (57 000 di questi sono supermercati comuni che vendono "anche" prodotti equi) mentre sono circa 2800 le botteghe del mondo presso cui offrono il loro servizio circa 100 000 volontari.

### In Italia
Il dato italiano sulla spesa pro-capite è il più basso d'Europa: trentacinque centesimi di Euro a testa. Le botteghe solidali sono circa seicento in tutta Italia e sono concentrate prevalentemente nel nord-ovest e nel nord-est, rispettivamente il 38% e il 22,6% del totale. Sono specializzate (40% del totale) in prodotti artigianali di fascia medio-alta provenienti da più di cinquanta paesi del sud del mondo.
Il 52,2% delle botteghe ha lo status di associazione mentre il 24% sono cooperative. Da notare che l'88% di esse si trova nelle grandi città.
Le persone coinvolte nelle botteghe, tra dipendenti, volontari, soci e cooperative sono sessantamila. 
I prodotti del commercio equo, specialmente quelli alimentari, si trovano in molte catene della grande distribuzione come Coop Italia, Crai, Auchan, Lidl, Esselunga, Conad. I punti vendita che trattano prodotti equosolidali in Italia sono più di cinquemila.
La Regione Liguria ha emanato la Legge Regionale n. 32 del 13 agosto 2007 Disciplina e interventi per lo sviluppo del commercio equo e solidale in Liguria, pubblicata sul Burl n.14 del 22 agosto 2007, con la quale ha inteso non solo incentivare lo sviluppo e la diffusione dei prodotti del commercio equo e solidale, ma anche garantire che i prodotti immessi sul mercato con tale denominazione, e scelti proprio per questo dai consumatori, presentino una serie di caratteristiche a garanzia dei consumatori stessi, coerenti con quelle definite a livello internazionale e nazionale dagli organismi di settore.
A tal fine la legge ha istituito l'Elenco regionale delle organizzazioni del commercio equo e solidale ed ha individuato gli interventi di sostegno finanziario. Il provvedimento attuativo, approvato dalla Giunta regionale con delibera n.1216 del 19 ottobre 2007 (pubblicata per estratto sul Burl n.44 del 31 ottobre 2007) stabilisce le modalità di iscrizione e funzionamento dell'elenco. Questo elenco regionale comprende gli enti che rilasciano l'accreditamento di organizzazione del commercio equosolidale (IFAT a livello internazionale e AGICES a livello italiano) e le organizzazioni da essi accreditate, sia gli enti affiliati a FLO che certificano i prodotti del commercio equo e solidale attraverso un marchio di garanzia (in Italia Fairtrade Transfair Italia). Attualmente risultano iscritte nell'elenco regionale 10 organizzazioni.
In Umbria dal 2007 è stata approvata la Legge regionale n. 3 del 6 febbraio 2007 sulla Diffusione del commercio equo e solidale in Umbria, pubblicata sul Bollettino Ufficiale n. 7 del 14 febbraio 2007, rivolta alla promozione del Comes (Commercio Equo e Solidale); tale Legge presenta un'impostazione leggermente diversa (da quella ligure) in quanto si propone l'individuazione e definizione delle organizzazioni che, in ambito regionale, avrebbero beneficiato della legge, ma fa comunque riferimento alla Carta dei Criteri di Agices. Tale legge contiene una definizione, peraltro generica, di commercio equo e solidale. Tale legge prevede anche un finanziamento finalizzato a progetti di diffusione dei principi del Comes nelle scuole da parte di tutte le botteghe presenti sul territorio, e delle Giornale del Commercio equo solidale che si svolgono ogni anno a ottobre all'interno della manifestazione "Altrocioccolato" organizzata dall'associazione Umbria EquoSolidale. Altrocioccolato è una manifestazione nata su iniziativa delle botteghe del mondo umbre che dal 2001 diffonde le pratiche del commercio equo e sensibilizza sui temi della giustizia sociale ed etica, l'economia solidale e il mondo del cioccolato.
In Italia il movimento del Commercio Equo e Solidale è rappresentato da tre organizzazioni: Equo Garantito, Fairtrade Italia e Associazione Botteghe del Mondo. Il rapporto annuale 2018 di Equo Garantito, su dati 2017, parla di 202 Botteghe del Mondo associate, 523 lavoratori e 4200 volontari per un ricavo di vendita di soli prodotti di Commercio Equo per euro 58,4 milioni. Il valore delle importazioni da 193 produttori è di 13,8 milioni di euro. Per contro, il rapporto dell'anno successivo dà conto di un valore della produzione di 67,9 milioni di euro nel 2019. Nel dettaglio, le vendite di prodotti equosolidali delle organizzazioni italiane di commercio equo hanno raggiunto il valore complessivo di 57,8 milioni di euro in 187 punti vendita e all’ingrosso a rivenditori, aziende, enti pubblici con l’impiego di 462 lavoratori e l’aiuto di oltre 3.500 volontari.

### Costi e ricavi
Nel 2005 le botteghe del mondo, a fronte di un mercato in continua espansione, sono state in leggera perdita (pari a 121 000 euro): 54,51 milioni di euro i costi, 54,39 milioni di euro i ricavi. Essa in gran parte è dovuta al sottodimensionamento e all'inefficienza economica nei punti vendita numerosi, ma di piccole dimensioni.
La vendita di riso equo solidale ha avuto un incremento del 190% tra il 2004 e il 2005. Hanno avuto aumenti di vendita ragguardevoli anche caffè (+8%), tè (+11%), banane (+20%) e zucchero (+50%). Percentuali incoraggianti che però vanno controbilanciate con i dati in valore assoluto, poco edificanti se confrontati a livello europeo: ad es. in Gran Bretagna nel 2005 sono arrivate 3300 tonnellate di caffè equo solidale, mentre in Italia solo 223.
Organizzazioni in Italia
- Associazione botteghe del mondo
- AGICES (Assemblea generale italiana del commercio equo e solidale)
- Fairtrade Italia

Importatori
- Italia: Altra qualità, Altromercato, Commercio alternativo, LiberoMondo, Equomercato, Roba, RAM, Equoland, Mondo solidale, Cooperativa Chico Mendes
- Austria: EZA
- Germania: Gepa
- Francia: Solidar'Monde
- Svizzera: Claro Fair Trade
- Spagna: Alternativa 3, IDEAS

Organizzazioni dell'economia solidale
- Fair
- Pangea-Niente Troppo

## Critiche
Molte critiche sono state portate al modo attuale con cui viene praticato, e soprattutto certificato, il commercio equo e solidale. Le critiche sono soprattutto accentrate sulla carenza strutturale dei controlli sulle produzioni agricole, ma anche sul modo stesso di operare dell'organizzazione. 

### Lavoro minorile e sfruttamento della manodopera
Una linea di prodotti di intimo femminile, denominata Burkina Fashion, che si fregiava del marchio Fairtrade, si serviva di cotone prodotto in piantagioni del Burkina Faso, ove si sfruttava il lavoro minorile in condizioni di vera e propria schiavitù. Il tutto venne rivelato nel 2011 da un giornalista, Cam Simpson, di Bloomberg, che in un suo servizio raccontava quel che succedeva nelle piantagioni di cotone di quel Paese. Egli trascorse sei settimane in una piantagione di cotone a Benvar, facente parte del Fairtrade Programme, ove si raccoglieva cotone per la linea di costumi della Limited Brands denominata Victoria's Secret, che si fregiava del marchio Fairtrade. Il Simpson scoprì così che nella piantagione lavoravano moltissimi bambini e bambine, senza paga e a rischio continuo di percosse da parte del datore di lavoro, il quale ammise candidamente che picchiava i bambini e le bambine, «…solo quando chiedo loro di fare qualcosa e loro non lo portano a termine» Venuta a conoscenza dei fatti, Fairtrade International si è dichiarata sconcertata, ha promesso un'approfondita indagine ma ha anche sostenuto che «nessun sistema di certificazione può garantire al 100 per cento che non ci sia sfruttamento di lavoro minorile.» L'accusa all'azienda, che per altro ha promesso piena collaborazione alle indagini, è che nel solo 2009 essa ha venduto nel mondo 25 milioni di indumenti con il marchio del commercio equo e solidale, il cui cotone era stato prodotto in Burkina Faso con l'utilizzo di lavoro minorile.
Un altro giornalista, Hal Weizmann, ha condotto un'inchiesta in Perù scoprendo che quattro delle cinque piccole aziende certificate Fairtrade pagavano i dipendenti al di sotto dei minimi di legge di oltre il 10%: una paga di poco meno di 3 dollari il giorno per lavorare dalle 6 del mattino alle 16 e 30 del pomeriggio. La giustificazione portata da un certificatore è che i datori di lavoro pagano poco perché riescono a ricavare poco dalla vendita del prodotto.

### Ricavi per i produttori
La Fondazione Fairtrade non controlla quanto del sovrapprezzo viene caricato al consumatore finale per i beni venduti sotto il suo marchio, così che diviene difficile scoprirlo o determinare quanto va ai produttori, nonostante la legislazione in merito. Vi sono stati casi comunque, in cui questa valutazione è stata possibile. Una catena di distribuzione di caffè retrocedeva meno dell'1% del ricarico extra alle cooperative di esportazione; in Finlandia, Valkila, Haaparanta e Niemi scoprirono che i consumatori finali pagavano molto di più il prodotto del commercio equo e solidale rispetto al prodotto corrente e solo l'11.5% finiva agli esportatori. Kilian, Jones, Pratt and Villalobos riferiscono in merito al caffè venduto sotto il marchio US Fairtrade, che costa $5 alla libbra in più al dettaglio, dei quali solo il 2% va agli esportatori. Hanno calcolato che nel Regno Unito solo l'1,6% del 18% del ricarico per una linea di prodotti andava agli agricoltori. Tutti questi studi presumono inoltre che gli importatori paghino il prezzo pieno Fairtrade, il che non è sempre vero.

### Altre critiche
Già nel 2006, l'Economist sosteneva che il commercio equo e solidale danneggerebbe lavoratori e ambiente. In particolare:
- la certificazione verrebbe concessa sulla base di pregiudizi politici, favorendo le cooperative a scapito delle piccole imprese di coltivatori, a conduzione familiare
- l'imposizione di un prezzo minimo altererebbe la concorrenza
- solo il 10% del prezzo finale del prodotto andrebbe ai coltivatori, mentre il rimanente sarebbe anche qui suddiviso fra grande distribuzione e distribuzione al dettaglio.

Il fisico, saggista ed ambientalista Fritjof Capra si è espresso contro il commercio equo e solidale (almeno per come viene praticato oggi). Secondo il Capra infatti il modello di commercio equo e solidale attuale «non è efficace né efficiente». Porta ad esempio, tra gli altri, il Brasile, ove l'agricoltura sottrarrebbe superficie alla foresta pluviale tropicale dell'Amazzonia, il cui terreno disboscato rimarrebbe fertile per pochi anni. Capra sostiene che l'attuale formula del commercio equo e solidale è ancor troppo vicino alla beneficenza invece che alle soluzioni efficaci per i problemi del mondo.